# Саратовский (Краснодарский край)
Саратовский — хутор в Усть-Лабинском районе Краснодарского края России. Входит в состав Братского сельского поселения. Ранее носил название х. Гунькин.

## География
Хутор расположен на берегу реки Средний Зеленчук (левый приток Кубани), в 3 км к юго-востоку от центра сельского поселения — хутора Братского.

### Улицы
- ул. Возрожденская,
- ул. Дружбы,
- ул. Заречная,
- ул. Комсомольская,
- ул. Красная,
- ул. Мира,
- ул. Саратовская[4].

## Население
| 2002 | 2010 |
| ---- | ---- |
| 621  | ↘559 |